# Équipe cycliste Roojai Insurance
L'équipe cycliste Roojai Insurance est une équipe cycliste thaïlandaise, ayant le statut d'équipe continentale depuis 2021. Créée en 2020, elle court avec une licence indonésienne en 2021 et 2022.

## Principales victoires

### Courses d'un jour
- The Bueng Si Fai International Road Race : 2024 (Lucas Carstensen)
- Tour de Batam : 2024 (Kane Richards)

### Courses par étapes
- Sharjah Tour : 2023 (Adne van Engelen)
- Tour de Thaïlande : 2023 (Tegshbayar Batsaikhan) et 2024 (Adne van Engelen)
- Tour de Binzhou : 2023 (Lucas Carstensen)

### Championnats nationaux
- Championnats du Laos sur route : 1
  - Contre-la-montre : 2023 (Ariya Phounsavath)
- Championnats de Thaïlande sur route : 2
  - Course en ligne espoirs : 2023 (Kongphob Thimachai)
  - Contre-la-montre espoirs : 2023 (Kongphob Thimachai)

## Classements UCI
L'équipe participe aux épreuves des circuits continentaux et en particulier de l'UCI Asia Tour. Les tableaux ci-dessous présentent les classements de l'équipe sur les différents circuits, ainsi que son meilleur coureur au classement individuel.
UCI Asia Tour
| UCI Asia Tour | UCI Asia Tour          | UCI Asia Tour                             | UCI Asia Tour |
| Année         | Classement par équipes | Meilleur coureur au classement individuel |               |
| ------------- | ---------------------- | ----------------------------------------- | ------------- |
| 2022          | 19e                    | Ilham Dzikri Ramadhan (160e)              |               |
| 2023          | 2e                     | Tegshbayar Batsaikhan (5e)                |               |
| 2024          | -                      | Tegshbayar Batsaikhan (8e)                |               |
|               |                        |                                           |               |
| Source : UCI  |                        |                                           |               |

UCI Europe Tour
| UCI Europe Tour | UCI Europe Tour        | UCI Europe Tour                           | UCI Europe Tour |
| Année           | Classement par équipes | Meilleur coureur au classement individuel |                 |
| --------------- | ---------------------- | ----------------------------------------- | --------------- |
| 2022            | -                      | Valentin Midey (501e)                     |                 |
|                 |                        |                                           |                 |
| Source : UCI    |                        |                                           |                 |

L'équipe est également classée au Classement mondial UCI qui prend en compte toutes les épreuves UCI et concerne toutes les équipes UCI.
| Classement mondial | Classement mondial     | Classement mondial                        | Classement mondial |
| Année              | Classement par équipes | Meilleur coureur au classement individuel |                    |
| ------------------ | ---------------------- | ----------------------------------------- | ------------------ |
| 2022               | 136e                   | Valentin Midey (651e)                     |                    |
| 2023               | 39e                    | Tegshbayar Batsaikhan (256e)              |                    |
| 2024               | -                      | Carter Bettles (301e)                     |                    |
|                    |                        |                                           |                    |
| Source : UCI       |                        |                                           |                    |

## Roojai Online Insurance en 2023[1]
| Cycliste                              | Date de naissance | Nationalité | Équipe 2022                       |  |
| ------------------------------------- | ----------------- | ----------- | --------------------------------- |  |
| Tegsh-bayar Batsaikhan                | 1er juin 1998     | Mongolie    | Ferei Mongolia Development Team   |  |
| Lucas Carstensen                      | 16 juin 1994      | Allemagne   | Bike Aid                          |  |
| Muhammad Danieal Haikal Eddy Suhaidee | 13 avril 1998     | Malaisie    | Roojai Cycling Team               |  |
| Konstantin Fast                       | 28 août 1976      | Russie      | Roojai Cycling Team               |  |
| Muhammadhanafee Kueji                 | 30 mai 1999       | Thaïlande   |                                   |  |
| Sea Keong Loh                         | 2 novembre 1986   | Malaisie    | Roojai Cycling Team               |  |
| Valentin Midey                        | 25 février 1990   | France      | Roojai Cycling Team               |  |
| Arttasorn Pansasrd                    | 28 novembre 2001  | Thaïlande   | Roojai Cycling Team               |  |
| Ariya Phounsavath                     | 2 mars 1991       | Laos        | Thailand Continental Cycling Team |  |
| Tanaphon Seanumnuyphon                | 23 septembre 1996 | Thaïlande   | Roojai Cycling Team               |  |
| Kongphob Thimachai                    | 1er décembre 2002 | Thaïlande   | Roojai Cycling Team               |  |
| Adne van Engelen                      | 16 mars 1993      | Pays-Bas    | Bike Aid                          |  |
| Thanachat Yatan                       | 1er octobre 1991  | Thaïlande   |                                   |  |

### Victoires
| Date       | Course                                  | Pays                | Classe | Vainqueur             |
| ---------- | --------------------------------------- | ------------------- | ------ | --------------------- |
| 30/01/2023 | 4e étape du Sharjah Tour                | Émirats arabes unis | 2.2    | Adne van Engelen      |
| 31/01/2023 | 5e étape du Sharjah Tour                | Émirats arabes unis | 2.2    | Lucas Carstensen      |
| 31/01/2023 | Classement général du Sharjah Tour      | Émirats arabes unis | 2.2    | Adne van Engelen      |
| 01/04/2023 | 1re étape du Tour de Thaïlande          | Thaïlande           | 2.1    | Tegshbayar Batsaikhan |
| 06/04/2023 | Classement général du Tour de Thaïlande | Thaïlande           | 2.1    | Tegshbayar Batsaikhan |